# Малинська сільська територіальна громада
Малинська сільська громада — територіальна громада в Україні, в Рівненському районі Рівненської области. Адміністративний центр — с. Малинськ.
Площа громади — 200,9 км², населення — 5620 осіб (2020).

## Населені пункти
У складі громади 6 сіл:
- Бронне
- Карачун
- Малинськ
- Малушка
- Поляни
- Яринівка